# Отары (Казань)
Отары — посёлок (жилой массив) с малоэтажной застройкой в составе Казани.

## Территориальное расположение, границы

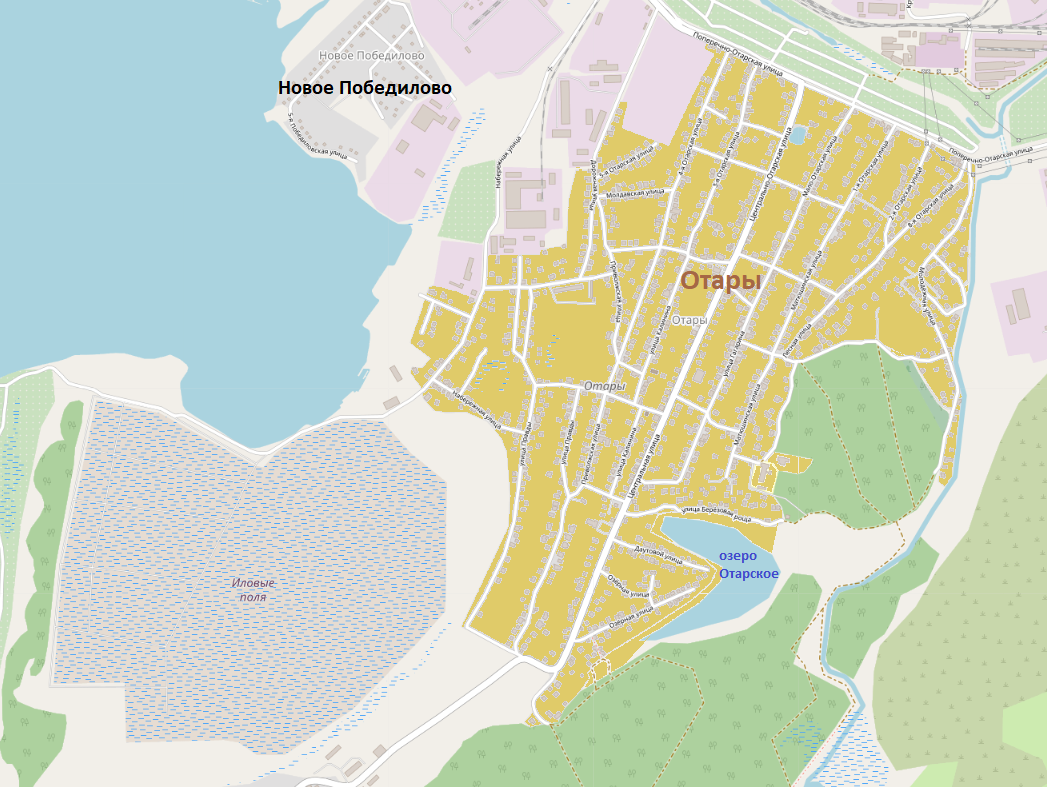
Карта посёлка Отары

Посёлок Отары находится в юго-западной части Казани, на территории Приволжского района. От основной части города его отделяют предприятия Южной промышленной зоны, расположенные к северу от Отар.
Северная граница посёлка проходит по улице Поперечно-Отарской, на противоположной стороне от неё расположены садоводческие товарищества «Вахитовец» и Сад № 3 Приволжского райсобеса. На западе поселковая территория ограничена объектами промышленного и складского назначения, садоводческим товариществом «Волга» и прибрежным участком акватории Куйбышевского водохранилища. На юго-западе граница территории посёлка Отары проходит по дренажному каналу, за которым расположен отстойник с иловыми полями казанской городской канализации. Южная и восточная граница Отар проходит по безымянному проезду, затем изгибается вдоль береговой линии озера Отарское и кромки Отарского леса и далее идёт вдоль протоки Подувалье.

## Название
Посёлок Отары назван в честь двух поселений — Большие Отары и Малые Отары, которые в 1957 году попали в зону затопления водами Куйбышевского водохранилища. Часть жителей этих и других деревень переселились в новый посёлок, получивший название Новые Отары (тат. Яңа Утар), которое в постсоветский период сократилось до Отары (впрочем, название Новые Отары также продолжают использовать). 
Этимология топонима Отары, по мнению историка Р. Г. Галлямова, восходит к названиям татарских селений периода Казанского ханства: 

Писцовая книга Казанского уезда 1565—1568 гг. на юго-западных окрестностях города зафиксировала целых три деревни под названием «Атары» — Большие, Средние и Меньшие (Задние) Атары. Совершенно очевидно, что топоним «Атары» («Отары») происходит от татарского «утар», которое буквально понимается как «загороженное место». 
В этой связи историк XIX в. И. А. Износков писал, что название «Отары» „происходит от слова отар (тат.) = загороженное место на пастбище, куда загоняют на ночь скот“. Помимо того, термин можно трактовать и как усадьбу с надворными постройками. Примечательно, что в настоящее время на территории РТ имеется целый ряд сельских поселений с топонимом «Утар» («Отар») — с. Утар-Аты Арского района, селения Верхний и Нижний Отар (Югары, Тубән Утар) Сабинского района и др. В связи с изложенным становится очевидным, что современное официальное принятие написания и произношения названия городского посёлка Отары на татарском языке в форме «Отар» («Отар бистәсе») является ошибочным. Истинное татарское название данного поселка — «Утар» («Утар бистәсе»).— Галлямов Р. Г.

## Население
По состоянию на 2016 год в посёлке Отары проживало около 8 тысяч жителей. По этническому составу среди жителей Отар преобладают русские и татары.

## Административно-территориальная принадлежность
С момента своего появления (1957) посёлок Новые Отары находился в Столбищенском районе, в 1959—1963 годах — в Лаишевском, в 1963—1965 годах — в Пестречинском, в 1965—1984 годах — снова в Лаишевском районе. В 1984 году Новые Отары вошли в состав Казани, став частью Приволжского района города. 
До 1966 год посёлок Новые Отары входил в состав Песчано-Ковалинского сельсовета (вместе с селом Песчаные Ковали, посёлками Вороновка и Петровский, деревнями Матюшино и Старое Победилово). 24 марта 1966 года был образован Старопобедиловский сельсовет, в состав которого также вошли Новые Отары. На протяжении 1970-х — 1980-х годов посёлок сохранял свою принадлежность данному сельсовету, в том числе в течение нескольких лет после того, как вошёл в состав Казани (Старопобедиловский сельсовет, будучи уже городской территорией, находился в подчинении Приволжского районного совета города). 

## История
В 1956 году началось заполнение Куйбышевского водохранилища, в зону затопления которого попало множество населённых пунктов. В 1957 году вода подошла к поселениям Большие Отары, Малые Отары, Старое Победилово. Жители этих населённых пунктов были переселены, часть из них получила участки для строительства жилья в новом месте, где возник посёлок Новые Отары (его название позже сократилось до Отары). До появления этого посёлка бо́льшая часть его территории была занята лесным массивом, сохранившимся остатком которого является нынешний Отарский лес.    
В конце 1950-х — начале 1960-х годов посёлок Новые Отары и его окрестности предполагалось превратить в пригородную рекреационную зону Казани. Но этим планам не суждено было сбыться. 
В 1974 году рядом с Новыми Отарами заработали иловые поля казанской городской канализации, ставшие источником распространения едкого запаха. В результате посёлок и его окрестности стали считаться неблагополучной в экологическом отношении территорией. Эта проблема существует уже несколько десятилетий, являясь источником недовольства местного населения. По состоянию на 2020 год из 34 иловых карт 23 были признаны чрезвычайно опасными и непригодными для хозяйственного оборота. Только в 2021 году в рамках федерального проекта «Оздоровление Волги» начались работы по рекультивации указанных иловых полей, площадь которых к этому времени составляла 110 га (по другим данным — менее 100 га). 
С советского времени на окраине посёлка также функционирует шламонакопитель Казанского завода синтетического каучука. 
В 1970-х годах в Новых Отарах поселились цыгане, скупившие и отстроившие в местечке под названием Валы более десятка домов. В 1980-е годы их незаконная деятельность стала причиной крупного конфликта с казанскими криминальными группировками, которые объединились и устроили в посёлке антицыганское побоище со стрельбой, заставив цыган покинуть его.
В 2000 году посёлок Отары вместе с соседними посёлками Десять лет Октября и Старое Победилово объединились в единое внутригородское муниципальное образование — Местное самоуправление Жилого комплекса «Посёлков Отары, 10 лет Октября, Старое Победилово». Однако оно просуществовало немногим более пяти лет и 1 января 2006 года было упразднено.

## Уличная сеть
В посёлке Отары находятся дома с адресацией по 28 улицам, одна из которых является переулком. 
Дома с адресацией по улицам 6-я Отарская и Молдавская де-факто расположены вдоль одной улицы, причём, вперемешку между собой и по обеим сторонам.
Самой протяжённой улицей посёлка Отары является Поперечно-Отарская (2 км), самой короткой — Отарский переулок (152 м).
| Список улиц посёлка Отары | Список улиц посёлка Отары | Список улиц посёлка Отары |
| Название улицы            | Фотоизображение           | Вариант адресной таблички |
| ------------------------- | ------------------------- | ------------------------- |
| Берёзовая Роща улица      |                           |                           |
| Волжская улица            |                           |                           |
| Гагарина улица            |                           |                           |
| Даутовой улица            |                           |                           |
| Дорожная улица            |                           |                           |
| Калинина улица            |                           |                           |
| Лесная улица              |                           |                           |
| Малая Набережная улица    |                           |                           |
| Мало-Отарская улица       |                           |                           |
| Матюшинская улица         |                           |                           |
| Молдавская улица          |                           |                           |
| Молодёжная улица          |                           |                           |
| Набережная улица          |                           |                           |
| Озёрная улица             |                           |                           |
| Отарская 1-я улица        |                           |                           |
| Отарская 2-я улица        |                           |                           |
| Отарская 3-я улица        |                           |                           |
| Отарская 4-я улица        |                           |                           |
| Отарская 5-я улица        |                           |                           |
| Отарская 6-я улица        |                           |                           |
| Отарская 8-я улица        |                           |                           |
| Отарский переулок         |                           |                           |
| Поперечно-Отарская улица  |                           |                           |
| Правды улица              |                           |                           |
| Приволжская улица         |                           |                           |
| Придорожная улица         |                           |                           |
| Центральная улица         |                           |                           |
| Центрально-Отарская улица |                           |                           |

## Учебное и дошкольные заведения
На территории посёлка Отары действует одно общеобразовательное учебное заведение — школа № 100, основанная в 1976 году. Она обслуживает учащихся трёх посёлков — Отары, Старое Победилово и Десять лет Октября. При школе функционируют два дошкольных отделения, одно из которых находится на территории Отар (детский сад «Тургай», открытый в сентябре 2014 года), другое — недалеко от посёлка. 
| Учебное и дошкольные заведения в посёлке Отары и его окрестностях         | Учебное и дошкольные заведения в посёлке Отары и его окрестностях | Учебное и дошкольные заведения в посёлке Отары и его окрестностях | Учебное и дошкольные заведения в посёлке Отары и его окрестностях | Учебное и дошкольные заведения в посёлке Отары и его окрестностях | Учебное и дошкольные заведения в посёлке Отары и его окрестностях |
| Название и номер учебного / дошкольного заведения                         | Фотоизображение                                                   | Адрес                                                             | Год основания                                                     | Количество педагогов / воспитателей                               | Количество учащихся / воспитанников                               |
| ------------------------------------------------------------------------- | ----------------------------------------------------------------- | ----------------------------------------------------------------- | ----------------------------------------------------------------- | ----------------------------------------------------------------- | ----------------------------------------------------------------- |
| Средняя общеобразовательная школа № 100 – Центр образования               |                                                                   | ул. Лесная, 35А                                                   | 1976                                                              | 26                                                                | 350                                                               |
| Дошкольное отделение № 1 (детский сад «Тургай»); Дошкольное отделение № 2 |                                                                   | ул. Лесная, 33А; ул. Южно-Промышленная, 4                         | 2014 —                                                            | 19                                                                | 238                                                               |

## Учреждения культуры
В посёлке Отары действуют два учреждения культуры — Дом культуры «Отары» и Городская библиотека — филиал № 35. 
Дом культуры «Отары» (ул. Калинина, 60А). Построен по республиканской программе «Сельские клубы», открыт в декабре 2017 года. Дом культуры «Отары» имеет общую площадь 501 м², в нём размещены концертный зал на 300 мест и библиотека.
Городская библиотека — филиал № 35 (ул. Калинина, 60А) ведёт свою историю с библиотеки села Старое Победилово, открытой в 1955 году, которая в свою очередь возникла на базе избы-читальни, действовавшей в селе Большие Отары. В 1971 году библиотека переехала в посёлок Новые Отары и была размещена в одноэтажном здании площадью 77,4 м² (ул. Центральная, 40А). В связи с включением Новых Отар в состав Казани (1984) поселковая библиотека приказом Министерства культуры Татарской АССР от 20 ноября 1984 года № 383 была включена в Централизованную библиотечную систему г. Казани как филиал № 41; в 1992 году она стала функционировать как филиал № 35. В 1997 году в библиотеке открылся читальный зал. На 1 января 2016 года её фонд составлял 15518 томов, количество пользователей — 1276 человек. С открытием в декабре 2017 года Дома культуры «Отары» Городская библиотека — филиал № 35 разместилась в его здании.

## Храмы
В посёлке Отары действуют мечеть и православная церковь с часовней.
Мечеть посёлка Отары (ул. Калинина, 46Б). Построена на частные пожертвования, открылась летом 1996 года. Здание мечети представляет собой двухэтажное строение из силикатного кирпича кубической формы с двухъярусным минаретом на крыше (высота вместе с минаретом — 13 метров). Молельный зал вмещает 250 человек .
Церковь Живоначальной Троицы (ул. Калинина, 38). Здание построено в 2006—2009 годах. В течение последующих нескольких лет велись работы по его внутреннему оформлению и благоустройству прилегающей территории. Церковь представляет собой одноэтажное кирпичное здание с цокольным этажом и трёхъярусной колокольней. Освящена 6 сентября 2009 года.
В ограде церкви находится часовня, построенная примерно в 2015—2017 годах.

## Памятник
В центральной части посёлка Отары, около дома по адресу: ул. Центральная, 40А, установлен мемориал в честь жителей посёлка — участников Великой Отечественной войны (1941—1945). Он представляет собой сочетание двух прямоугольных стел — вертикальной и горизонтальной. На вертикальной стеле изображён Орден Отечественной войны, ниже даны надписи на русском и татарском языках — Вечная слава землякам, павшим в боях за Родину и Сугыш кырларында вафат булган ватандашларга мәңгелек дан, между которыми указаны годы — 1941—1945. На горизонтальной стеле выбиты фамилии и инициалы участников войны.

## Кладбище
Отарское кладбище (ул. Молодёжная) — находится на восточной окраине посёлка. Занимает площадь около 1,3 га. По состоянию на 2011 год было заполнено на 99 процентов. Название Отарское кладбище официально утверждено 3 ноября 2021 года.

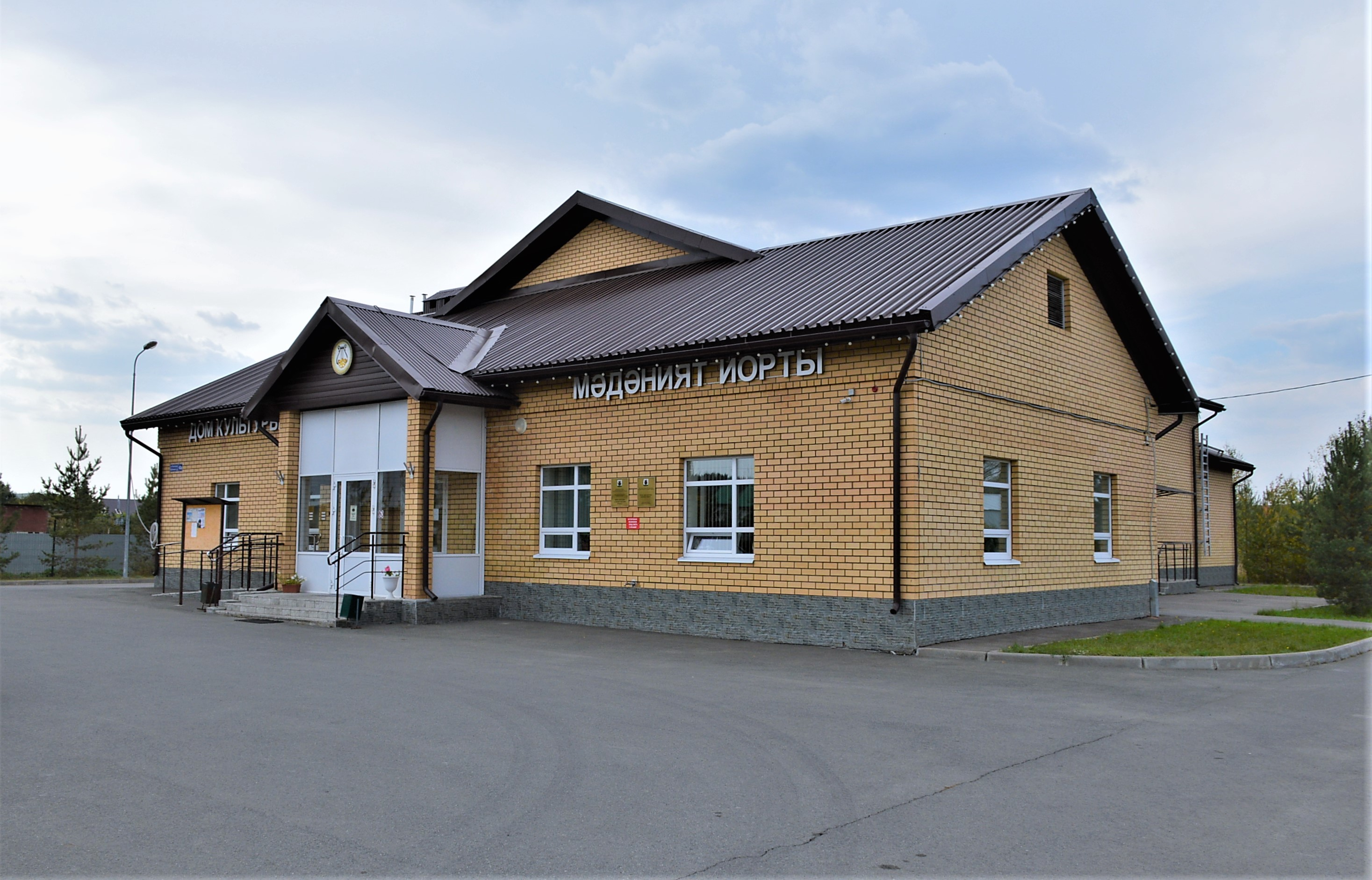
Дом культуры «Отары»
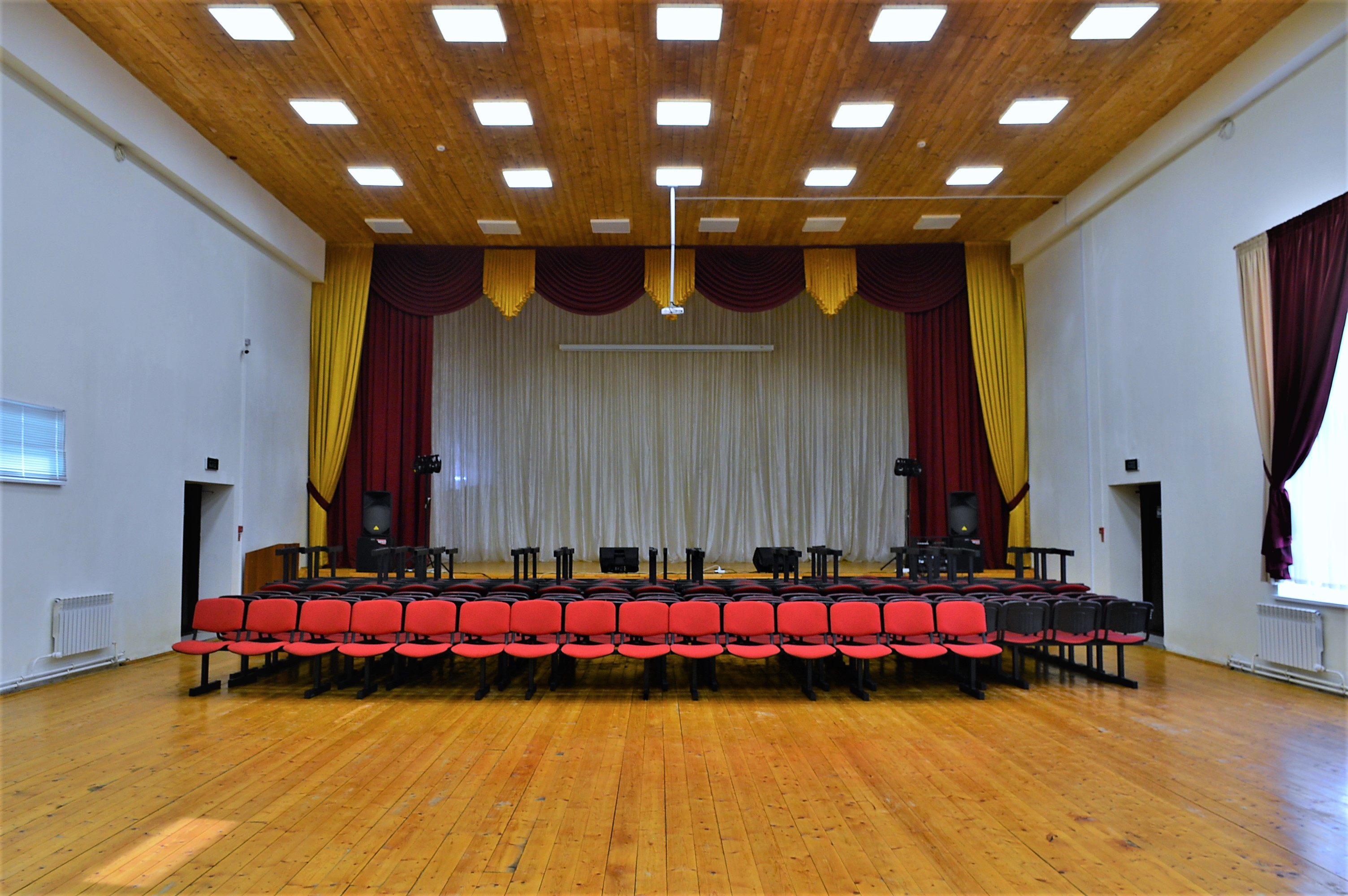
Концертный зал в Доме культуры «Отары»
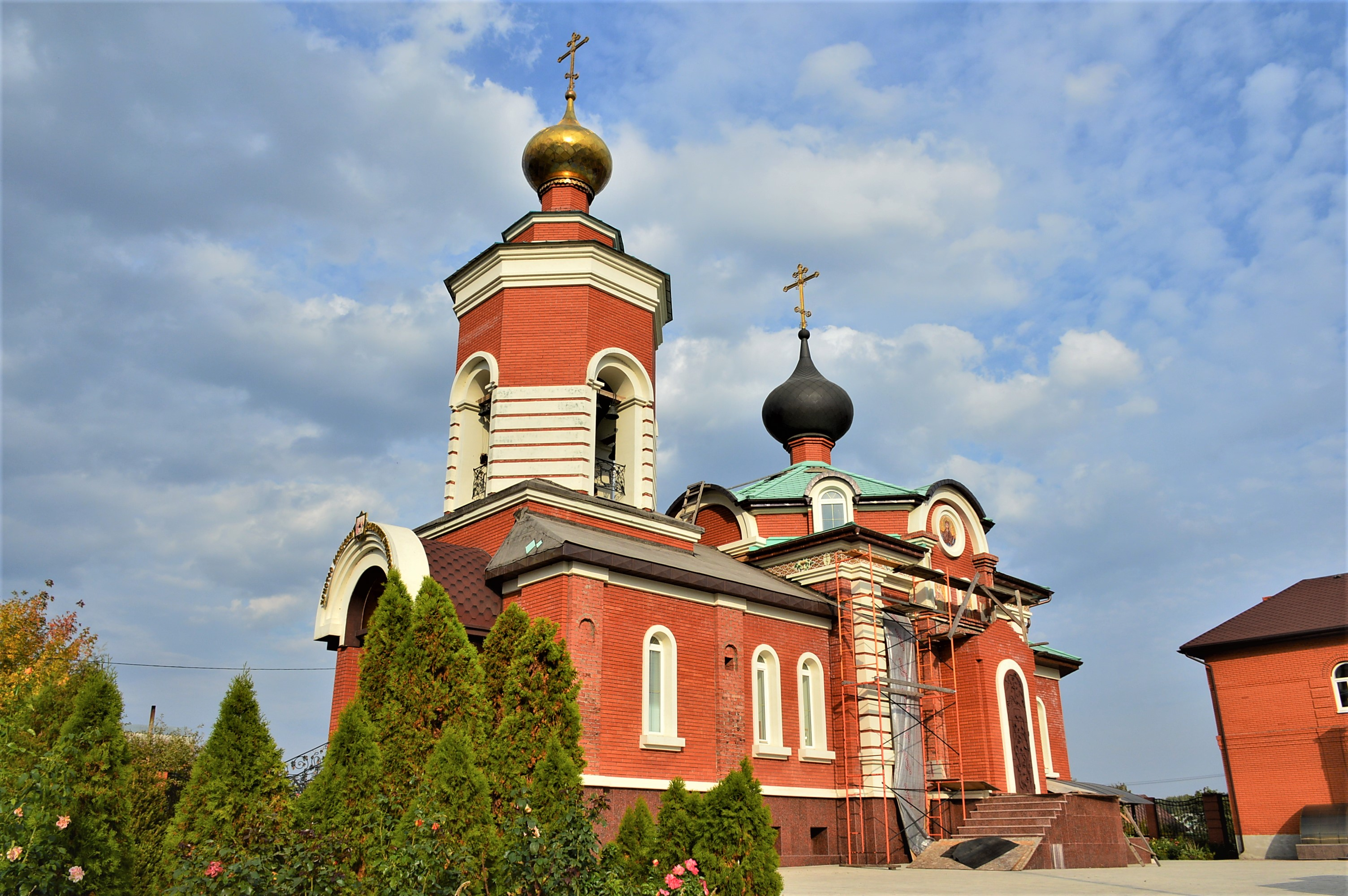
Церковь Живоначальной Троицы
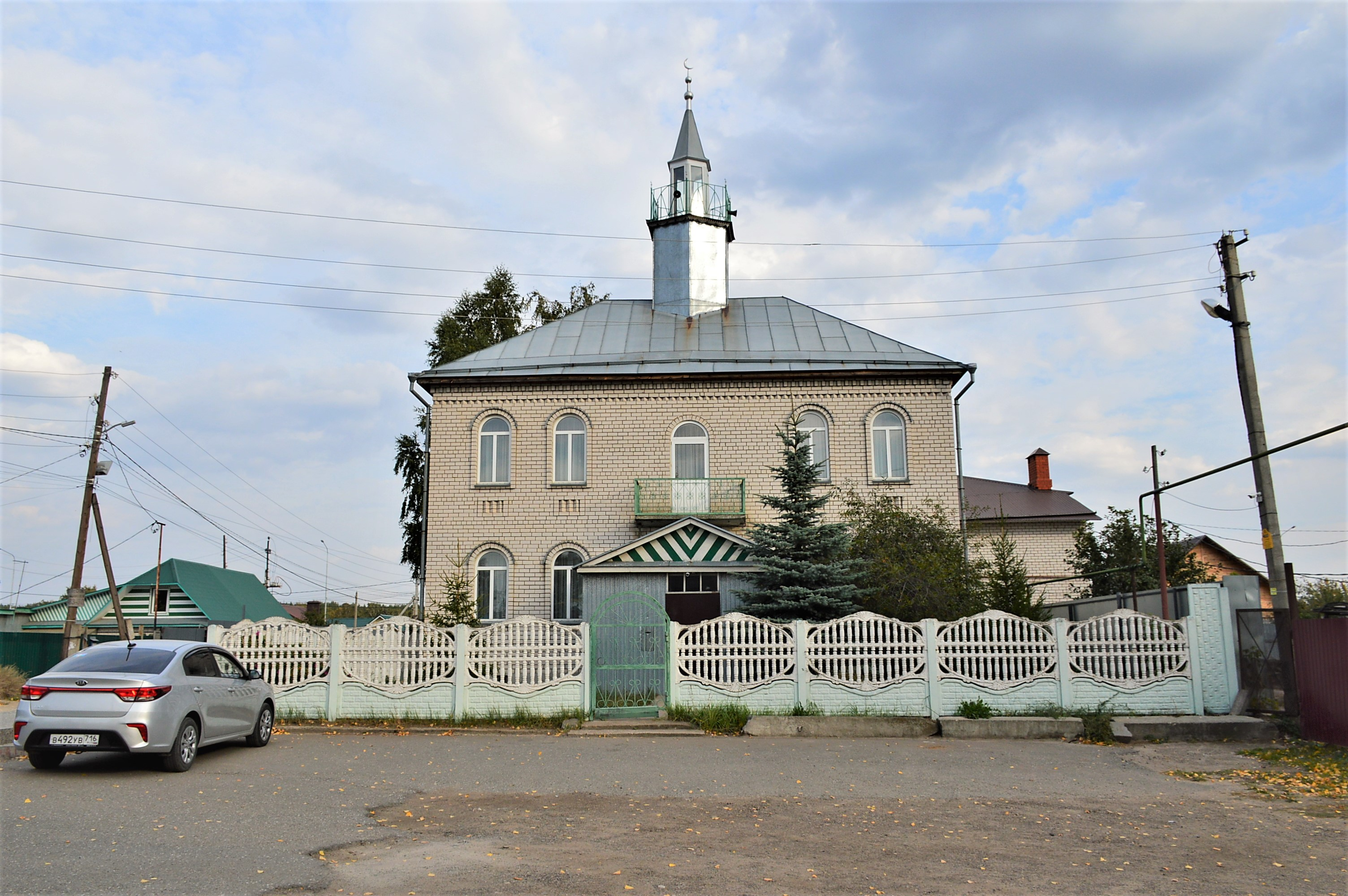
Мечеть посёлка Отары
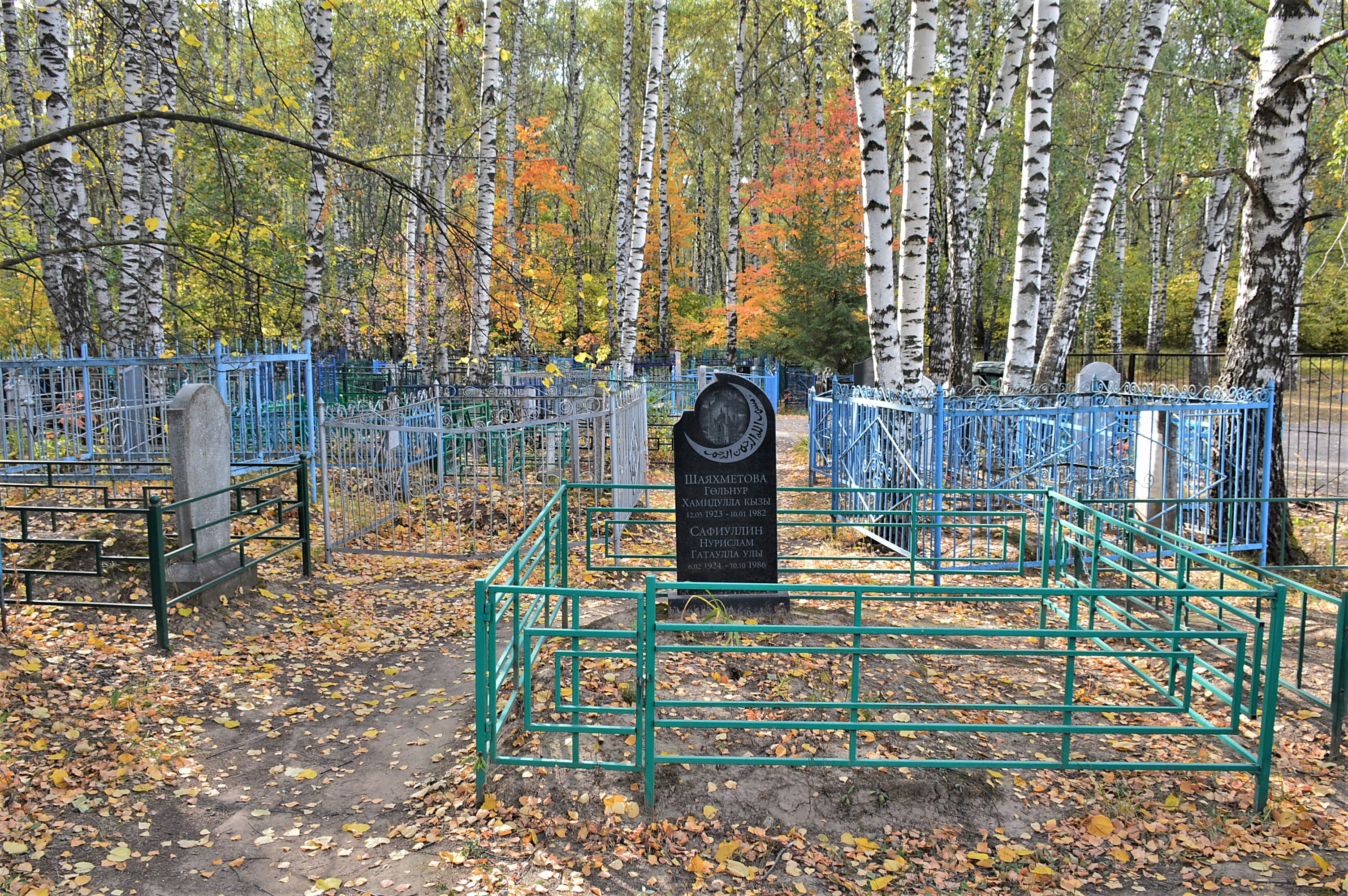
Отарское кладбище
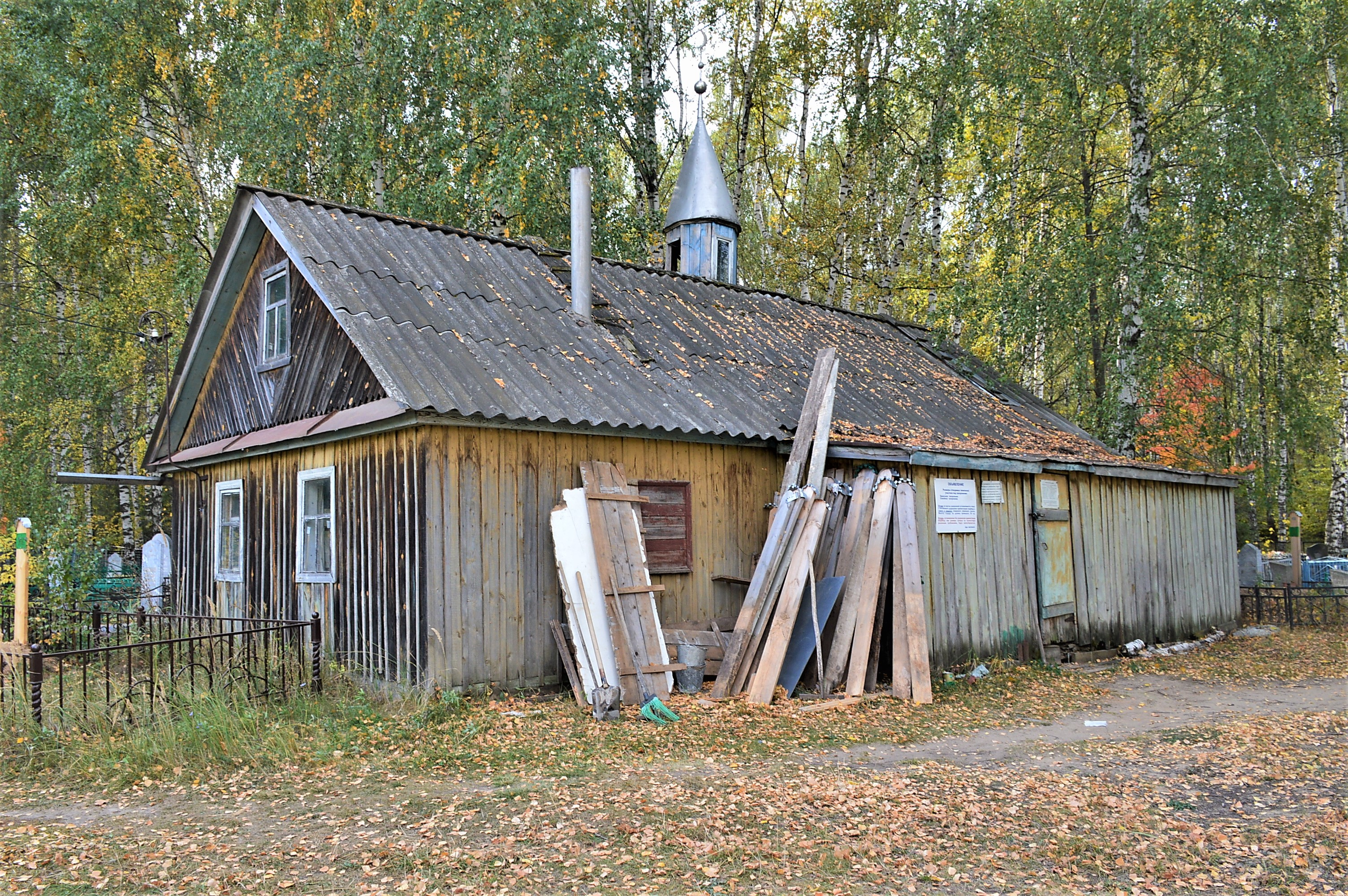
Мечеть на Отарском кладбище

## Иловые поля казанской городской канализации
С юго-западной стороны от посёлка Новые Отары находятся иловые поля казанской городской канализации, предназначенные для обезвоживания осадков, образующихся на станции биологической очистки сточных вод, расположенной в квартале улиц Складской, Магистральной, Тихорецкой и Крутовской.
Иловые поля в Отарах представляют собой сеть искусственных лагун — иловых карт, общим количеством 34 и общей площадью около 100 га (по состоянию на 2020 год). С внешней стороны они защищены дамбой. С северной стороны иловые поля занимают часть водоохранной зоны Куйбышевского водохранилища, находясь вблизи береговой линии. С остальных сторон они отделены от жилой застройки санитарной зоной и частично цепью дренажных водоёмов. К западу от иловых полей находится садоводческое товарищество «Дубки», с южной стороны — посёлок Старое Победилово, с восточной и северо-восточной сторон — посёлок Отары с малоэтажной жилой застройкой по улицам Правды и Набережной. Въезд на территорию иловых полей осуществляется со стороны посёлка Старое Победилово (от улицы Садовой) и со стороны посёлка Отары (по улице Набережной).    
Заполнение иловых полей казанской городской канализации началось в 1974 году. По состоянию на 2022 год объём накопленного илового осадка достигает 3,9 млн кубометров или 4,4 млн тонн, глубина иловых карт составляет от 2 до 8,5 метров.
С 2021 года в рамках федерального проекта «Оздоровление Волги» проводятся работы по рекультивации иловых полей. Осадок очищают и обезвоживают в геотубах, после чего обезвреженный ил возвращают в изолированные карты. Процесс рекультивации иловых полей рассчитан на 8 лет и предполагает их сокращение до 45 га с выходом из водоохранной зоны Куйбышевского водохранилища.

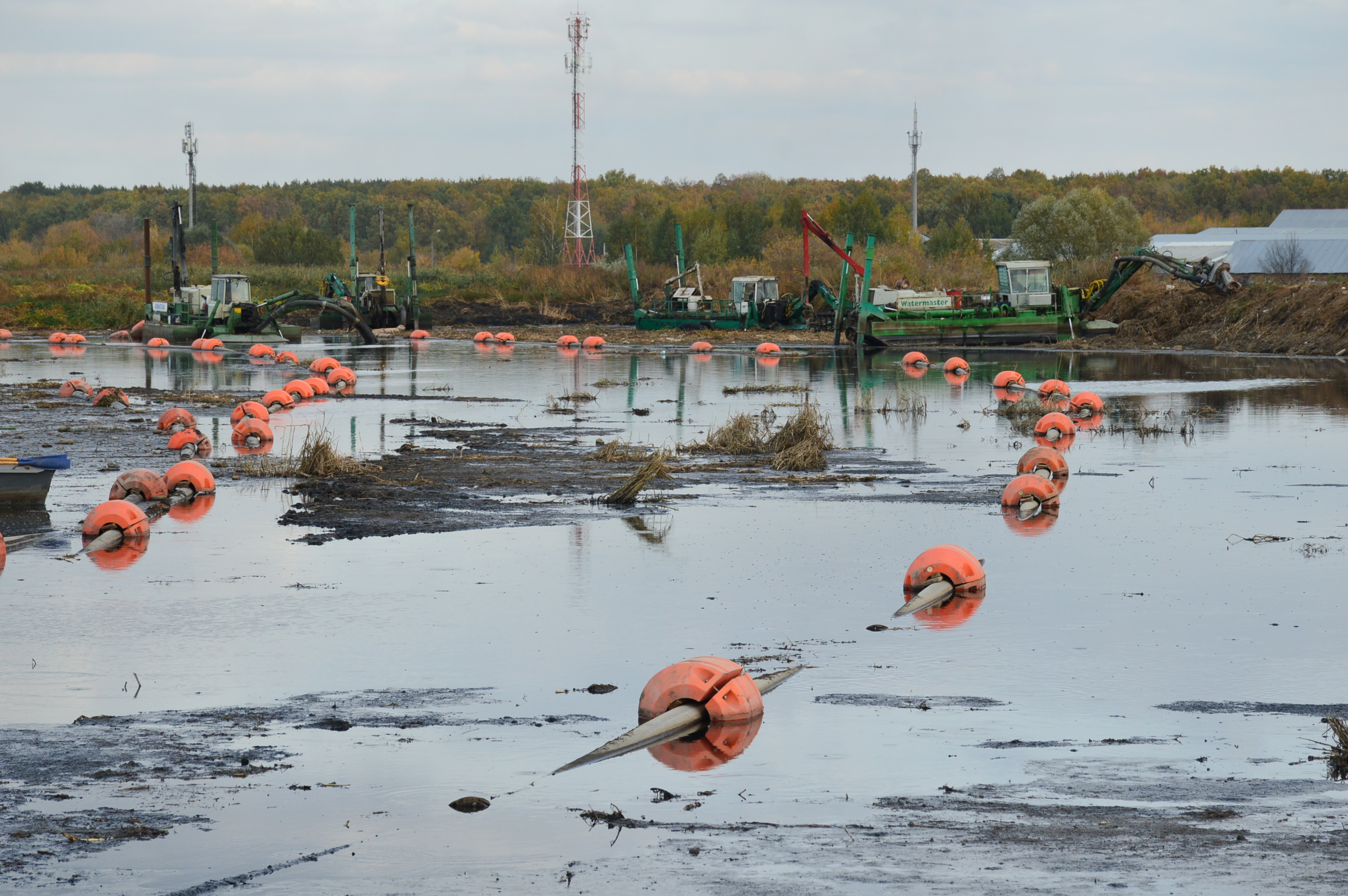
Одна из иловых карт
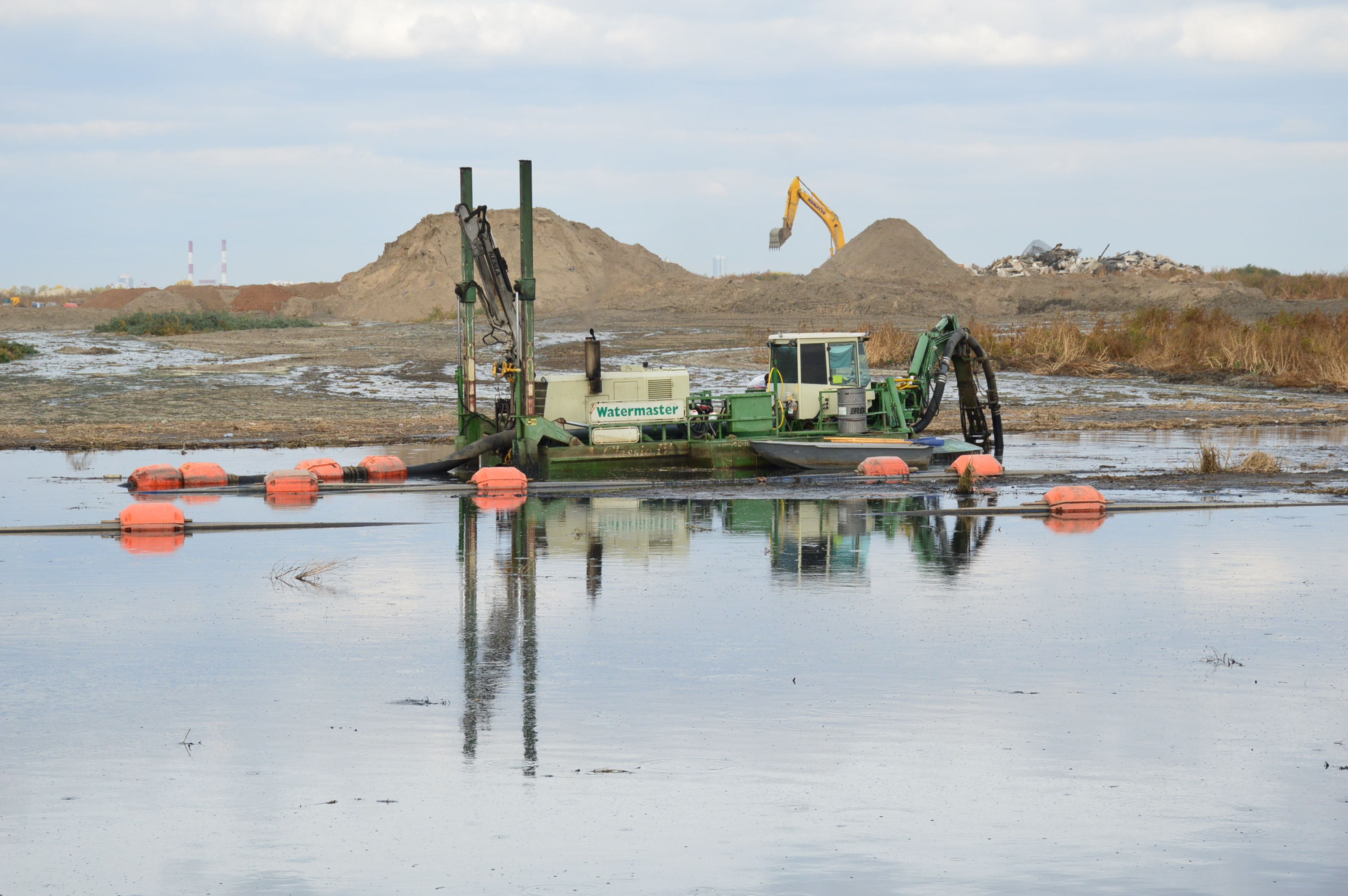
Земснаряд Watermaster за работой
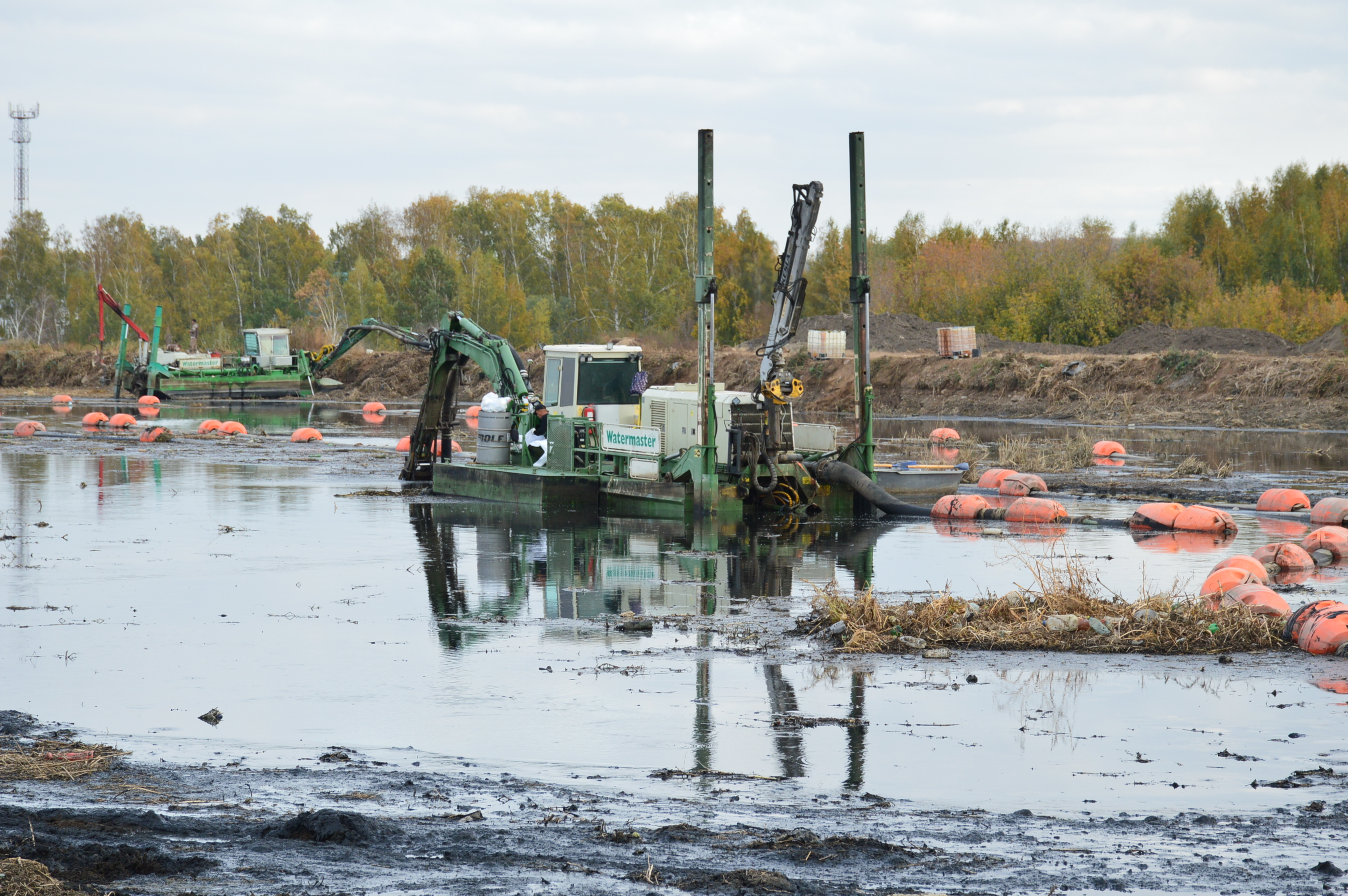
Земснаряд Watermaster за работой
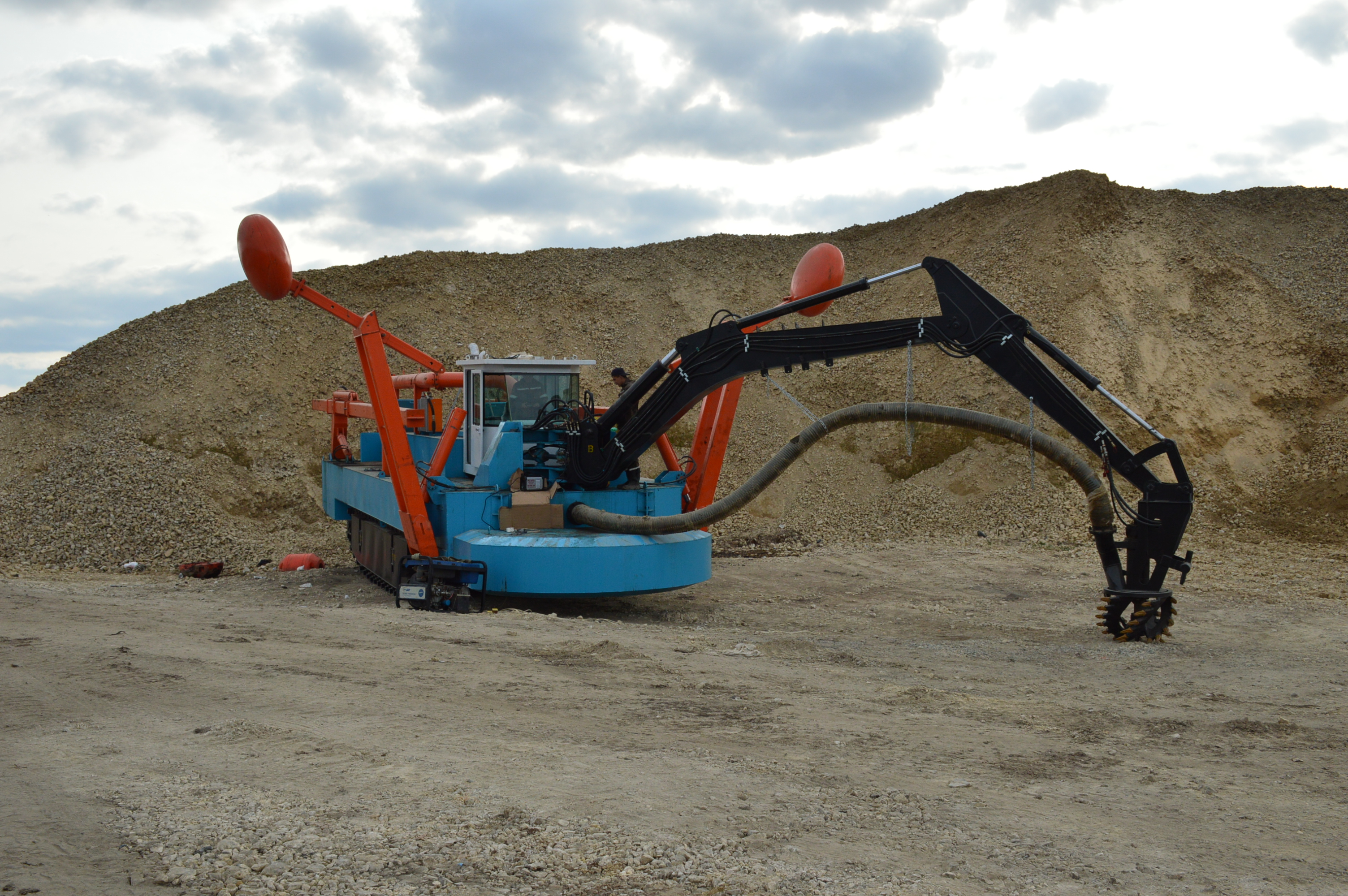
Земснаряд готовится к работе на иловой карте
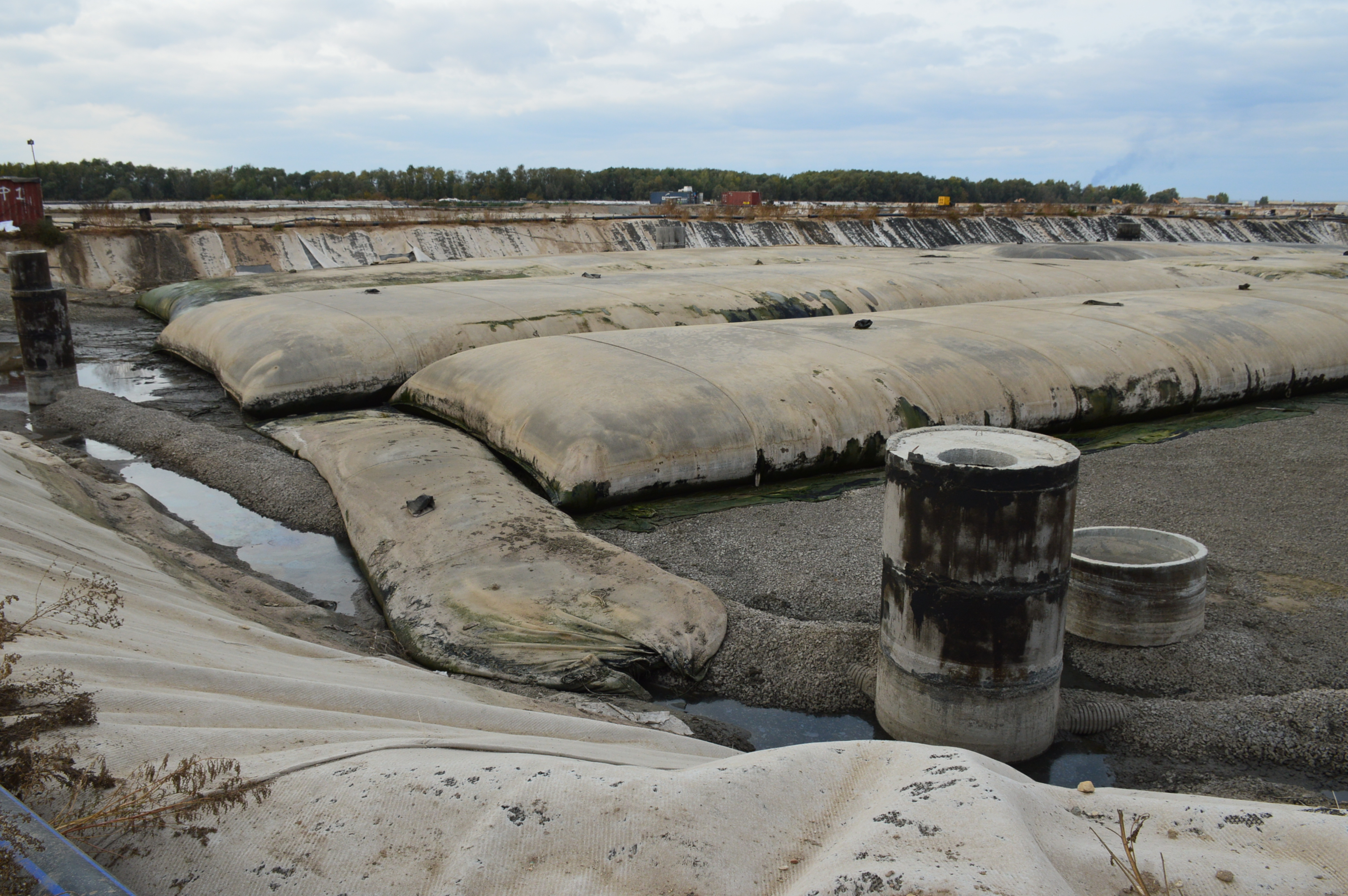
Геотубы, в которых очищают и обезвоживают иловые осадки
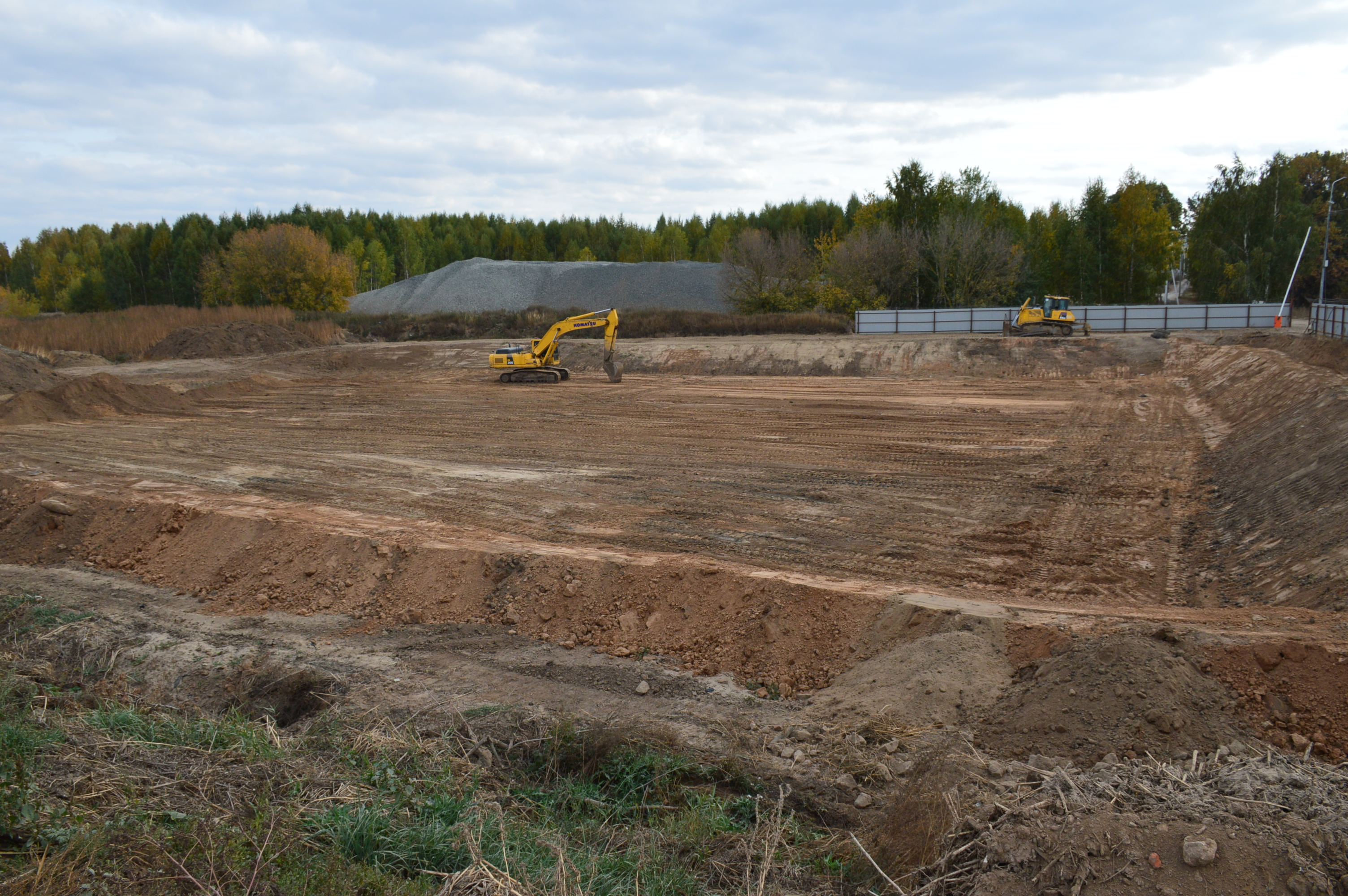
Строительство новой иловой карты

## Прочие объекты
- Пятиэтажный жилой дом, ранее принадлежавший заводу ЖБИ «Элеваторстрой» (ул. Набережная, 2в)[59].

## Транспорт

### Автобус
Городской общественный транспорт появился в Новых Отарах в 1980-е годы, когда из центра Казани сюда был пущен автобусный маршрут № 60 (ул. Татарстан — Старое Победилово), ходивший через посёлок транзитом (по улицам Поперечно-Отарская, Центрально-Отарская, Центральная, Калинина). На рубеже 1990-х — 2000-х годов был пущен ещё один автобусный маршрут — № 77 (10-й микрорайон — Старое Победилово), который также ходил через Отары. Оба этих маршрута функционировали в неизменном виде до 2007 года, то есть до изменения в Казани схемы автобусного сообщения. 
Также в 2000-х годах через Отары в Старое Победилово ходили автобусы ещё трёх маршрутов, которые считались маршрутными такси: № 53 (ул. Академика Сахарова — Старое Победилово), № 170 (Авторынок / ул. Гаврилова — Старое Победилово), № 170А (Авторынок / ул. Гаврилова — Старое Победилово). В 2007 году маршруты № 170 и № 170А прекратили существование; маршрут № 53 был упразднён в 2005 году, восстановлен в 2007 году, но обслуживал уже другой район города.
С 2007 года автобус № 77 стал ходить по удлинённому маршруту до жилого района Азино (пер. Дуслык — Старое Победилово) — через Отары, но в 2011 году его маршрут сократился до Нефтебазы (пер. Дуслык — Победилово), не доезжая Отар. 
С апреля 2008 года был пущен сезонный маршрут № 77С (пер. Дуслык — Старое Победилово) для обслуживания дачников, который также проходил через Отары; позже он прекратил существование.  
Также с 2007 года через Отары из посёлка Старое Победилово в Ново-Савиновский район до улицы Гаврилова стали ходить автобусы № 82 и № 86 (кольцевые). Кроме того, из Старого Победилова был пущен автобус № 86А, маршрут которого пролегал через Отары, площадь Вахитова, посёлки Борисково и Мирный до посёлка Светлая Поляна (Лаишевский район). В конце 2009 года маршруты № 82 и № 86 перестали функционировать в связи с тем, что обслуживавшее их предприятие ООО «Автотранс—Холдинг» прекратило существование (официально эти маршруты были закрыты 22 января 2010 года). Вероятно, в этот же период прекратил существование и маршрут № 86А, который обслуживался этим же предприятием. 
В январе 2010 года вместо маршрутов № 82 и 86 до Старого Победилова был продлён маршрут № 31, ходивший ранее от ИКЕА до посёлка Новое Победилово. С 30 ноября 2021 года схема его движения временно изменилась (из-за строительных работ по улице Меховщиков), он стал следовать от ИКЕА только до остановки «Мехобъединение». При этом временно был пущен автобусный маршрут № 31А, следовавший через Отары (Мехобъединение — Старое Победилово). 31 августа 2022 года движение автобуса 31 было восстановлено по прежнему маршруту (ИКЕА — Старое Победилово).